# Edmund Waller

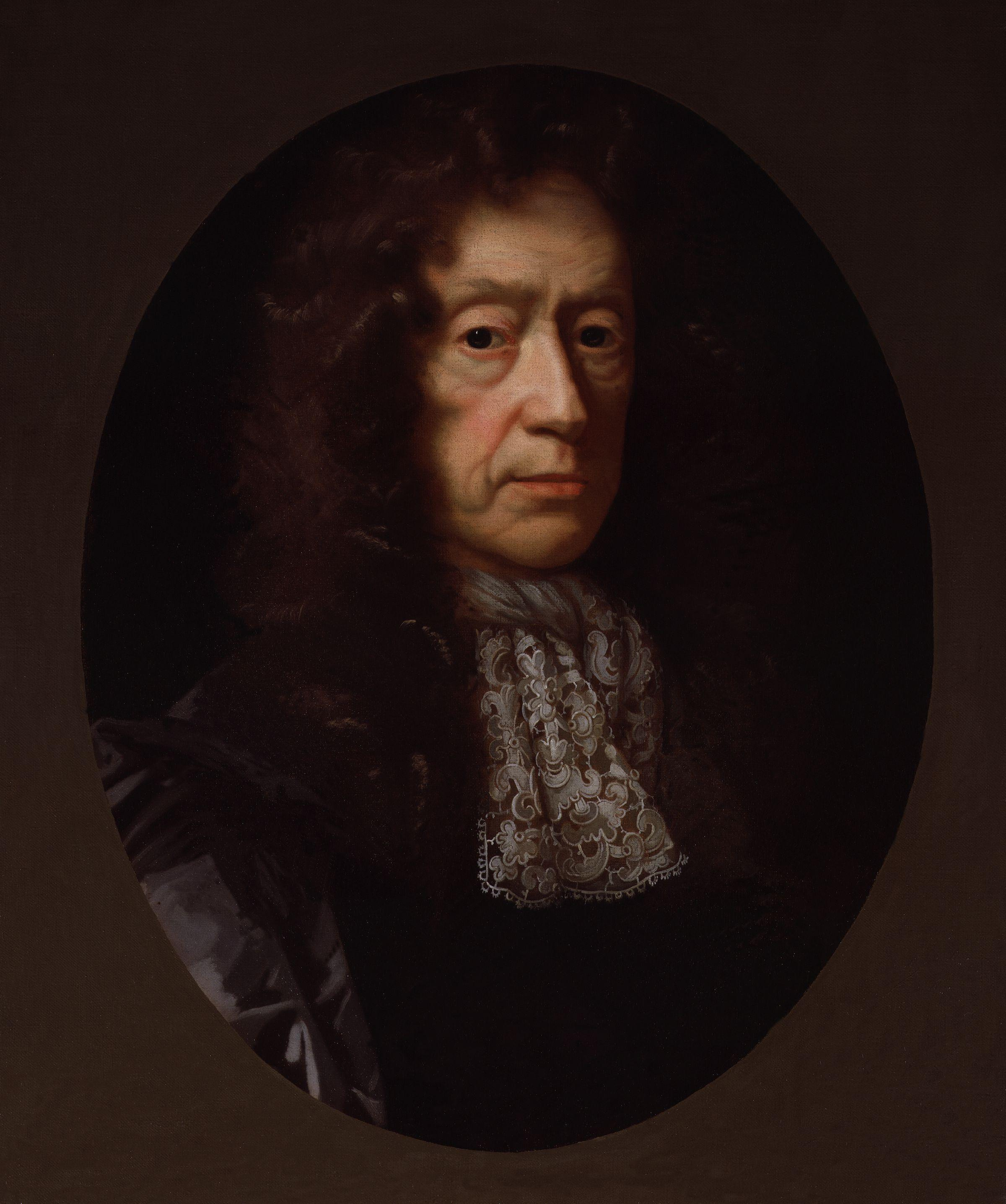
Edmund Waller, porträtterad av John Riley.

Edmund Waller, född den 3 mars 1606, död den 21 oktober 1687, var en engelsk skald.
Waller, som tillhörde en förmögen adlig godsägarfamilj, fick redan i sitt sjuttonde år säte i parlamentet. Han gjorde ett rikt gifte och bosatte sig på landet. Trots att han var i släktskap med Hampden och Cromwell, drogs han dock av sina sympatier över på den kungliga sidan och befanns 1643 invecklad i en plan att med vapenmakt stödja Karl I mot parlamentet. Häktad på grund av detta, namngav han fegt sina medsammansvurna för att rädda sitt eget liv. Han ålades att böta 10 000 pund sterling och landsförvisades, varefter han reste i Europa och förde ett glatt och gästfritt liv i Paris, tills Cromwell 1654 tillät honom återvända till England. Till tack skrev Waller det framstående odet A panegyric to my Lord Protector och sedermera en klagosång över Cromwells död, Upon the death of the Lord Protector. 
Detta hindrade inte Waller att vid den snart därefter inträffade restaurationen utverka sig Karl II:s gunst med hjälp av poemet Upon His Majesty's happy return. Han fick ånyo plats i parlamentet, där han beundrades för sina fyndiga kvickheter. Hos sin samtid åtnjöt Waller högt anseende som skald, men nu har endast några få av hans dikter behållit sin charm. Hans verser är smakfulla och väl proportionerade, men kyliga. Bäst lyckas han i smått skämtsamma kärleksdikter. För övrigt var han en panegyrisk tillfällighetspoet. Den rimmade jambiska "kupletten", som Chaucer brukat och som sedermera fallit i glömska, återupptogs av Waller för att sedan artistiskt fulländas av Dryden och Pope. Waller utgav 1645 en samling av sina dikter (flera utvidgade upplagor). En kritisk upplaga Poetical works utkom 1893 med omsorgsfull levnadsteckning.